# Skålporing
Skålporing (Porotheleum fimbriatum) är en svampart som först beskrevs av Christiaan Hendrik Persoon, och fick sitt nu gällande namn av Elias Fries 1818. Porotheleum fimbriatum ingår i släktet Porotheleum och familjen Meripilaceae.   Inga underarter finns listade i Catalogue of Life.
I den svenska databasen Dyntaxa används istället namnet Stromatoscypha fimbriata för samma taxon.  Arten är reproducerande i Sverige.